# デトレフ・ウルチ
デトレフ・ウルチ（Detlef Ultsch, 1955年11月7日- ）は、ドイツのテューリンゲン州ゾンネベルク出身の元柔道家。身長170cm。
ドイツの柔道家として1979年世界柔道選手権大会に出場して初めて金メダルを獲得し、世界チャンピオンとなった。また、1983年世界柔道選手権大会でも優勝を果たしている。
1980年のモスクワオリンピックで銅メダルを獲得した後、1984年のロサンゼルスオリンピックへの出場を目指していたが、東ドイツがボイコットしたために出場を逃した。

## 主な戦績
- 1976年 - ヨーロッパ選手権　3位
- 1977年 - フランス国際　優勝
- 1977年 - ヨーロッパ選手権　3位
- 1978年 - フランス国際　3位
- 1978年 - ソ連国際　2位
- 1978年 - ヨーロッパ選手権　2位
- 1979年 - ハンガリー国際　2位
- 1979年 - ポーランド国際　優勝
- 1979年 - 世界選手権　優勝
- 1980年 - ハンガリー国際　2位
- 1980年 - ヨーロッパ選手権　3位
- 1980年 - モスクワオリンピック　3位
- 1981年 - ポーランド国際　優勝
- 1981年 - 世界選手権　3位
- 1982年 - ソ連国際　優勝
- 1982年 - ヨーロッパ選手権　3位
- 1983年 - ヨーロッパ選手権　3位
- 1983年 - 世界選手権　優勝